# Vulcan Centaur
Vulcan Centaur är en amerikansk raket under utveckling sedan 2014 av United Launch Alliance (ULA), i samarbete med den amerikanska regeringen. Den kommer kunna placera upptill 27 200 kg i omloppsbana runt jorden.
Efter flera förseningar meddelade ULA den 24 oktober 2023 att den första uppskjutningen skulle ske tidigast den 24 december 2023. Den första uppskjutningen gjordes den 8 januari 2024.
Framtida vidare utveckling kommer göra delar av raketen återanvändbar.

## Raketsteg
Raketen kan bestyrkas med upp till 6 fastbränsleraketer.
Raketens första steg använder flytande metan och syre. Och drivs av två BE-4-raketmotorer, samma typ av raketmotor som Blue Origins New Glenn-raket kommer använda.
Raketens andra steg, Centaur, använder flytande väte och syre. Och drivs av två RL10-raketmotorer.